# ベスエアロン・シナゴーグ

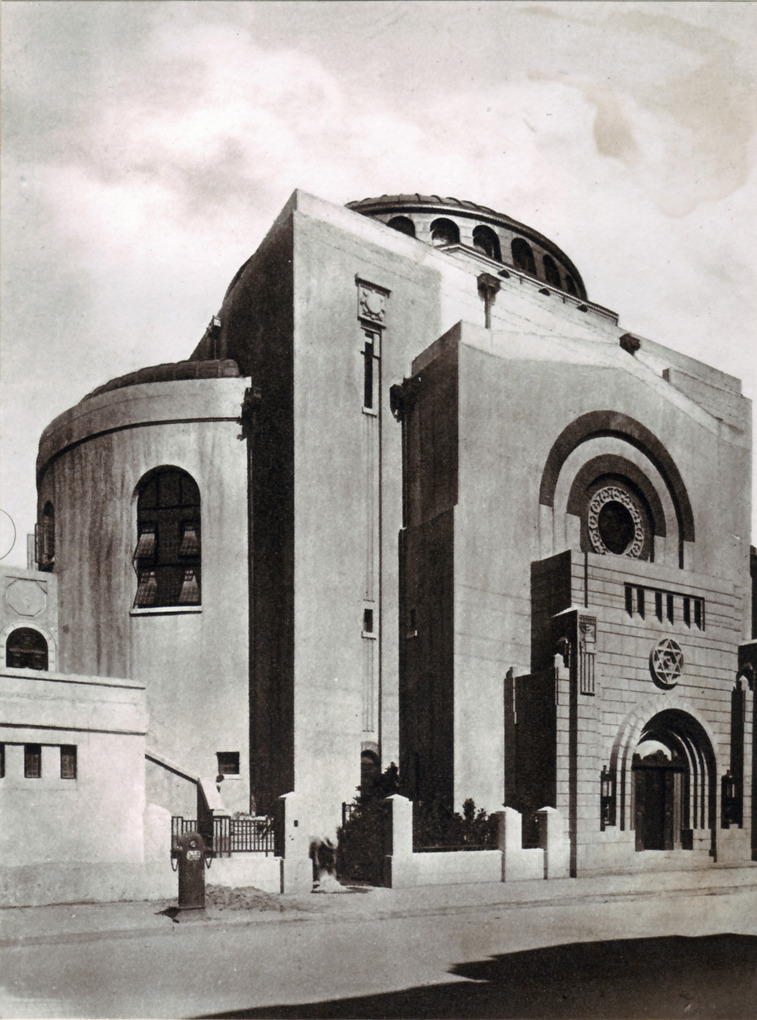
アハロン・シナゴーグ

ベスエアロン・シナゴーグ（Beth Aharon Synagogue）、は上海市にあったセファルディムユダヤ人シナゴーグである。黄浦区虎丘路42号に位置し、1927年に創建した。ネーミングは上海の不動産王シラス・アーロン・ハードゥーンの父、エアロン・ハードゥーンから由来する。このシナゴーグはシラス・アーロン・ハードゥーンの上海ユダヤ人コニュニティーへのプレゼントだった。
第二次世界大戦中、アハロン・シナゴーグは上海ゲットー重要な避難地となった。1949年以降、アハロン・シナゴーグは文匯報のビルとして利用されていた。さらに、文化大革命中に工場に改造された。1985年、アハロン・シナゴーグが取り壊され、跡地に文匯報ビルが建てられた。